# A Nazionale 1985-1986
La A Nazionale 1985-1986 è stata la 46ª edizione del massimo campionato greco di pallacanestro maschile. La vittoria finale è stata ad appannaggio dell'Aris Salonicco.

## Risultati

### Stagione regolare
|     | Squadra           | G  | V  | P  | PF   | PS   | Pt. | Qualificazione                    |
| --- | ----------------- | -- | -- | -- | ---- | ---- | --- | --------------------------------- |
| 1.  | Aris Salonicco    | 26 | 26 | 0  | 2687 | 1977 | 52  |                                   |
| 2.  | Olympiakos        | 26 | 20 | 6  | 2198 | 2036 | 46  |                                   |
| 3.  | Paniōnios         | 26 | 19 | 7  | 2367 | 1988 | 45  |                                   |
| 4.  | Panathīnaïkos     | 26 | 19 | 7  | 2294 | 1988 | 45  |                                   |
| 5.  | PAOK Salonicco    | 26 | 19 | 7  | 2181 | 1974 | 42  |                                   |
| 6.  | Apollon Patrasso  | 26 | 13 | 13 | 2160 | 2287 | 39  |                                   |
| 7.  | Īraklīs Salonicco | 26 | 12 | 14 | 2141 | 2210 | 38  |                                   |
| 8.  | Iōnikos Nikaias   | 26 | 11 | 15 | 2238 | 2301 | 37  |                                   |
| 9.  | AEK Atene         | 26 | 11 | 15 | 2122 | 2188 | 37  | spareggi retrocessione/promozione |
| 10. | Sporting Atene    | 26 | 9  | 17 | 1827 | 2118 | 35  | spareggi retrocessione/promozione |
| 11. | Near East         | 26 | 8  | 18 | 1898 | 2182 | 34  | retrocesse in A2 Nazionale        |
| 12. | Peristeri         | 26 | 7  | 19 | 1836 | 2129 | 33  | retrocesse in A2 Nazionale        |
| 13. | Panellīnios       | 26 | 6  | 20 | 1951 | 2051 | 32  | retrocesse in A2 Nazionale        |
| 14. | Thýella Serrón    | 26 | 2  | 24 | 1870 | 2364 | 28  | retrocesse in A2 Nazionale        |

| A Nazionale 1985-1986    |
| ------------------------ |
| Aris Salonicco 5º titolo |

## Formazione vincitrice
| N° | Naz.                   | Ruolo | Sportivo             |  | Alt. |  |
| -- | ---------------------- | ----- | -------------------- |  | ---- |  |
|    | Grecia (bandiera)      | C     | Vasilīs Lypīridīs    |  | 202  |  |
|    | Grecia (bandiera)      | G     | Panagiōtīs Giannakīs |  | 192  |  |
|    | Grecia (bandiera)      | G     | Nikos Galīs          |  | 183  |  |
|    | Grecia (bandiera)      |       | Giannis Mantopoulos  |  |      |  |
|    | Grecia (bandiera)      |       | Tasos Tsitakis       |  |      |  |
|    | Grecia (bandiera)      | AP    | Michalīs Rōmanidīs   |  | 199  |  |
|    | Grecia (bandiera)      |       | Petros Stamatis      |  |      |  |
|    | Grecia (bandiera)      | AG    | Nikos Filippou       |  | 202  |  |
|    | Grecia (bandiera)      | AP    | Charīs Papageōrgiou  |  | 198  |  |
|    | Grecia (bandiera)      |       | Giorgos Doxakis      |  |      |  |
|    | Grecia (bandiera)      | C     | Dīmītrīs Kokolakīs   |  | 215  |  |
|    | Stati Uniti (bandiera) | C     | Tom Scheffler        |  | 211  |  |
|    | Grecia (bandiera)      | All.  | Giannīs Iōannidīs    |  |      |  |